# Jagdkataster
Das Jagdkataster ist das Verzeichnis aller Jagdreviere und deren Inhaber. Geführt wird es in eigener Zuständigkeit von der jeweiligen Jagdgenossenschaft (Vgl. § 6 Abs. 3 Nr. 2 LJVO RLP). Es besteht aus einer Übersichtsliste mit allen (Teil-)Flurstücken, die bejagbar sind, einer Liste der bejagbaren Flächen mit Angabe der Eigentümer sowie einer weiteren Liste, in der die einzelnen Jagdgenossen mit ihrer jeweiligen Summe der bejagbaren Flächen enthalten sind. In dieser Liste ist auch die Gesamtsumme der bejagbaren Fläche des jeweiligen Reviers angegeben. Darüber hinaus gibt das Jagdkataster Auskunft über die Pächter oder Eigenjagdbesitzer der jeweiligen Reviere. Es bildet die Grundlage für die Abstimmungen bei der Jagdgenossenschaftsversammlung, die Ausschüttung von Einnahmen an die Jagdgenossen, und die Verpachtung an Jäger.
Nach dem jeweiligen Recht der Länder Deutschlands sind entweder die Gemeinden oder die Jagdgenossenschaften verpflichtet, das Jagdkataster zu führen.